# Teleologie
Teleologie (van het Grieks: τέλος (telos), "doel(eind)" en λογος (logos), "rede" of "leer", dus leer van de doelen) of finaliteit is in de filosofie de zoektocht naar het doeleinde achter dingen.
De gedachte dat alle dingen een doeleinde (telos) hebben was een kernpunt in de filosofie van Aristoteles. Deze gedachte werd opgenomen in de joodse en christelijke theologie en heeft grote invloed op de Westerse filosofie en scholastieke traditie gehad. Door een doeleinde achter alle natuurfenomenen te veronderstellen brengt teleologie deze stromingen tot het teleologisch godsbewijs. Wanneer een doeleinde is vastgesteld, kan men zich echter weer afvragen wat het doel van dit doeleinde is. Teleologie leidt daarom tot een schijnbaar eindeloze serie doelen, een regressus ad infinitum. In de joods-christelijke theologie wordt deze schijnbaar eindeloze serie geacht te eindigen bij het "hogere doel", oftewel bij God.
In zijn Kritik der reinen Vernunft gaat Immanuel Kant uitvoerig in op de logica van de teleologische ethiek. Later ontwikkelde de teleologie zich tot een kernidee in de speculatieve filosofie van Hegel.

## Teleologie tegenover metafysisch naturalisme
Teleologie wordt traditioneel tegenover metafysisch naturalisme gesteld. Volgens deze laatste opvatting ontbeert de natuur ontwerp of doelmatigheid. Daartegenover zou men vanuit de teleologische opvatting kunnen beargumenteren dat een persoon ogen heeft om te kunnen zien: vorm volgt dus uit de functie, terwijl de naturalist zal beweren dat een persoon simpelweg ogen heeft omdat die er zijn (ofwel de functie volgt uit de vorm: zicht volgt uit het hebben van ogen in plaats van andersom). Het gangbare evolutionistische denken vertrekt vanuit een naturalistisch standpunt: omdat organismen die toevalligerwijze met ogen zijn uitgerust over het algemeen beter functioneren in hun omgeving, zullen zij langer overleven en meer kans hebben om zich voort te planten, terwijl organismen zonder ogen zullen uitsterven. Een teleologisch evolutionisme dat zich baseert op de intrinsieke doelgerichtheid van de natuur, zal zeggen dat de ogen zijn gemaakt om te zien.
Twee klassieke voorbeelden van deze tegengestelde visies zijn Aristoteles en Lucretius, als aanhangers van respectievelijk teleologie en naturalisme, ofwel accidentalisme:

De natuur past het orgaan aan de functie aan, en niet de functie aan het orgaan.
— Aristoteles, De Partibus Animalium

Niets in het lichaam is gemaakt om door ons gebruikt te worden. We gebruiken wat toevalligerwijze bestaat.
— Lucretius, De Rerum Natura

## Extrinsieke en intrinsieke finaliteit
Teleologie gaat ervan uit dat er een doeloorzaak of doel is bij alles wat bestaat. Er zijn twee typen oorzaken, namelijk intrinsieke (inwendige) en extrinsieke (uitwendige) finaliteit.
- Extrinsieke finaliteit geeft aan dat het doel de situatie overstijgt. Bijvoorbeeld mineralen zijn "ontworpen" om door planten gebruikt te worden die vervolgens "ontworpen" zijn om door dieren gebruikt te worden.
- Intrinsieke finaliteit geeft een doel aan ter vervolmaking van de eigen natuur, tussen andere natuurlijke processen. In wezen is het wat "goed is voor" een object. Bijvoorbeeld fysieke objecten gehoorzamen de zwaartekracht, die niet evolueert, maar een eenvoudig kosmisch "gegeven" is. Op dezelfde wijze is het leven bedoeld om zich op een bepaalde wijze te gedragen ter bescherming tegen dood, ziekte en pijn.

Radicale extrinsieke finaliteit is vaak bekritiseerd omdat het zou leiden tot de antropische toekenning van een goddelijk doel aan iedere gebeurtenis ofwel bijgeloof. Bijvoorbeeld: "Als ik vandaag niet naar de winkel was gegaan, dan had ik die € 100 niet op de grond gevonden. God moet het dus zo bedoeld hebben dat ik naar de winkel zou gaan, zodat ik het geld zou vinden." of: "We wonnen vandaag de wedstrijd omdat ik mijn gelukssokken droeg." Dergelijk "misbruik" is bekritiseerd door onder meer Francis Bacon (De Dignitate et Augmentis Scientiarum, III, iv), Descartes (Principia Philosophiæ, I, 28; III, 2, 3; Meditationes, III, IV), en Spinoza (Ethica, I, prop. 36 app.).
Intrinsieke finaliteit is subtieler dan extrinsieke en levert het teleologische argument voor het bestaan van God en sommige bovennatuurlijke krachten en voor een moderne variant, intelligent design. Maar sommigen beweren dat dit argument in de beperkte context van de biologie omgekeerd kan worden door het darwinisme. De Amerikaanse filosoof Daniel Dennett wijdde zijn boek Darwin's Dangerous Idea aan het beschrijven van de diepgaande implicaties van deze contra-intuïtieve omkering.
Voorstanders van teleologie stellen dat het geen fundamenteel gebrek in het filosofische naturalisme oplost. Zij redeneren dat het naturalisme zich exclusief richt op de onmiddellijke oorzaken en mechanismen van gebeurtenissen en dat het geen aandacht heeft voor de reden van hun synthese. Bijvoorbeeld als we een klok uit elkaar halen, dan ontdekken we niets anders dan raderen, wielen, assen en hefbomen enzovoorts. Maar hebben we het mechanisme dat het ronddraaien van de wijzers op de klok veroorzaakt hiermee verklaard? Is het redelijk om te stellen dat de klok niet was gemaakt om de tijd weer te geven?

## Teleologische ethiek
Volgens de teleologische ethiek kan het morele gehalte van een daad uitsluitend worden afgemeten aan de gevolgen ervan; daden gelden als moreel als zij een gunstig effect sorteren. Deze ethiek staat haaks op de deontologie of plichtenleer, waarin de nadruk juist ligt op de aard van de daad en de mate waarin deze aan één of meer regels gehoorzaamt. De teleologische ethiek kent verschillende uitingsvormen, zoals het aristotelisme, het utilitarisme en het hedonisme.

## Teleologie in de Griekse filosofie

### Aristoteles
In zijn verklaring van het fenomeen verandering (in de natuur) doet Aristoteles altijd een beroep op het doel (Gr. telos) waarom iets verandert. Weliswaar kunnen ook andere oorzaken aangevoerd worden, maar de belangrijkste is toch het doel. Hij onderscheidt vier soorten oorzaak, maar deze kunnen elkaar deels overlappen, met name de doeloorzaak en de formele oorzaak. De twee bekendste formuleringen van Aristoteles' teleologische wereldbeschouwing, vervat in een uiteenzetting over het begrip oorzaak, zijn: boek Alpha van zijn Metafysica, 982a 26:
en het tweede boek van zijn Fysica, 194b 23:

Het begrip oorzaak kan gezien worden als datgene waaruit iets ontstaat, het reeds bestaande brons van een standbeeld bijvoorbeeld, of het zilver van de schaal (...). Een andere zienswijze is het beschouwen van de oorzaak als de Vorm, het paradigma, in feite de definitie van iets (...). Verder als datgene wat de eerste bron van beweging of stilstand is, bijvoorbeeld iemand die raad geeft kan oorzaak zijn (...). Tot slot het doel, datgene waarom [men iets doet], bijvoorbeeld de gezondheid is de oorzaak (reden waarom) van ons wandelen.

### Plato
De teleologie van zijn voorganger Plato is minder expliciet, minder geformaliseerd en gesystematiseerd. Ook Plato was geen aanhanger van een materialistische wereldverklaring, of van een beroep op toeval of een zinloos determinisme, zie bijvoorbeeld Phaedo 74 d-e, waar Socrates' intellectuele Werdegang wordt geschetst. Deels is de functie van zijn Ideeën dat ze een soort paradigma zijn, datgene wat wij dienen na te streven: bijvoorbeeld het Idee van Rechtvaardigheid. Later wierp hij hier wel logische bezwaren tegen op: geldt die voorbeeldfunctie ook voor de Idee Haar, of Modder? Voor een expliciet teleologisch citaat zou men een fragment uit zijn Philebus (20d) kunnen aanhalen:

Dit, meen ik, moet over het goede absoluut nog gezegd worden, namelijk dat alles wat van zijn bestaan op de hoogte is, ernaar op jacht is en poogt het te bezitten en zich toe te eigenen, met veronachtzaming van al het andere, behalve wat verbonden is met het verwerven van iets goeds.

Als we dit citaat bekijken, wordt het verband met Aristoteles duidelijker: ook Aristoteles noemt het Goede als doel - hoe vaag dat ook mag zijn: het doel is vaak de natuurlijke voltooiing, de eikel moet een eik worden, de baby een volwassen mens, en voor een volwassen mens is het hoogst haalbare de intellectuele contemplatie.

## Moderne en postmoderne filosofie

### Hegel
Historisch gezien kan teleologie geïdentificeerd worden met aristotelianisme en de scholastieke traditie in de filosofie. De logica van de teleologie werd door Immanuel Kant onderzocht in zijn Kritik der reinen Vernunft en werd vervolgens een kernidee in de speculatieve filosofie van Hegel en de verscheidene neohegeliaanse scholen.
Bij Hegel draait het in zijn interpretatie van de geschiedenis van de mens om 'identiteit' (in Hegels terminologie: 'objectieve geest'), niet om formele logica en wetenschappelijke feiten. Deze visie op de geschiedenis is zeer invloedrijk geweest, onder anderen in het dialectisch materialisme van Karl Marx en Friedrich Engels.
Het individuele menselijke bewustzijn wordt tijdens de verwerving van zelfstandigheid en vrijheid noodzakelijkerwijs geconfronteerd met de werkelijkheid: de collectieve identiteiten (het veelvoud van wereld- en levensbeschouwingen, etnische, culturele en nationale identiteiten) die de mensheid altijd verdelen en die verschillende groepen altijd tegen elkaar opzetten in gewelddadige conflicten.
Hegel zag de totaliteit van onderling tegenstrijdige wereldbeelden en culturen in de geschiedenis als een doelgericht geheel op weg naar een eindpunt.  Deze positie staat bekend als het historicisme. De 'objectieve contradictie' van 'subject' en 'object' zou uiteindelijk 'genegeerd' worden in een vorm van leven die de gewelddadige conflicten achter zich zou laten. Bij Marx en Engels is dit eindpunt gelijk aan de klasseloze maatschappij. Dit doelgerichte, 'teleologische' denkbeeld van het 'historische proces als een geheel' komt daarnaast terug in het werk van verschillende 20e-eeuwse auteurs, zoals Georg Lukács, Karl Jaspers, Max Horkheimer en Theodor Adorno.

### Huizinga
De grote Nederlandse historicus Johan Huizinga verweet zijn Belgische collega Henri Pirenne dat hij Belgicistisch schreef, dat wil zeggen, in de gehele geschiedenis aanknopingspunten zocht om op de conclusie uit te komen dat in 1830 België wel had moeten ontstaan, terwijl men helemaal niet had kunnen vermoeden dat dit het eindpunt van de geschiedenis van de Zuidelijke Nederlanden zou zijn:

Het is zoo verleidelijk, wanneer wij de historische feiten gerangschikt hebben tot een perspectief, zoodat wij er een begrijpelijk verband in zien, dat begrijpelijk verband te houden voor een als onvermijdelijk bewezen oorzakelijkheid.

### Lyotard en MacIntyre
Een postmoderne opstelling vermijdt volgens Jean-François Lyotard (1979) teleologie en "grote verhalen". Teleologie kan gezien worden als reductief, exclusiverend en schadelijk voor degenen wier verhalen verloren gingen. Hiertegen heeft Alasdair MacIntyre ingebracht dat een narratief begrip van iemands persoonlijkheid bevrijdend is, door het begrip van iemands vermogen als onafhankelijk redenaar en door het begrip van de afhankelijkheid van anderen en van de sociale praktijken en tradities waaraan men deelneemt. Sociale praktijken kunnen worden begrepen als teleologisch gericht op intern goed. Bijvoorbeeld filosofische en wetenschappelijke onderzoekspraktijken zijn teleologisch geordend om een juist begrip van hun objecten te vormen. Eerst wees MacIntyre in zijn boek After Virtue de naturalistische teleologie van Aristoteles' 'metafysische biologie' af. Later veranderde hij van mening en verkende hij wat geldig blijft in een meer traditioneel teleologisch naturalisme.

## Wetenschap

### Thermodynamica
Sommigen beweren dat binnen het paradigma van de thermodynamica de onomkeerbaarheid van macroscopische processen verklaard wordt op een teleologische wijze.

### Natuurkunde en kosmologie: het antropische principe
De laatste decennia is onder de noemer van het antropisch principe in de kosmologie een vorm van teleologisch denken weergekeerd, hoewel het door de meeste onderzoekers als niet-wetenschappelijk wordt gezien. Brandon Carter gaf het principe in 1973 zijn naam. Het antropisch principe geeft een antwoord op de vraag: waarom begon het heelal in een eenvoudige toestand (de Big Bang), maar is het sindsdien steeds complexer geworden, tot het menselijk leven kan herbergen, van een hoger ontwikkeld niveau zelfs dan noodzakelijk is voor overleving?
Het antropisch principe wordt soms te hulp geroepen om te verklaren dat de waardes van de natuurconstanten (gravitatieconstante, fijnstructuurconstante, constante van Planck) enzovoorts "toevallig" zo uitpakken dat sterrenstelsels, sterren, planeten, koolstofchemie en dus leven mogelijk zijn.
Binnen de snaartheorie zijn astronomisch veel theorieën mogelijk, omdat constanten onbepaald zijn. Leonard Susskind sprak in 2003 van het "antropische landschap van de snaartheorieën" en wilde het principe gebruiken om zinnige theorieën te selecteren. Onder natuurkundigen is dit omstreden.

### Scheikunde
Teleologische argumenten in de scheikunde betroffen vaak de geschiktheid van stoffen om de ingewikkelde moleculaire bindingen aan te gaan die nodig zijn voor leven. Lawrence Joseph Henderson, een biochemicus uit de VS stelde dit aan de orde begin twintigste eeuw.

### Biologie
Biologie is altijd gevoelig geweest voor teleologische redeneringen, zelfs nadat Charles Darwin overleving (survival) als het enige waarneembare nuttige doel had aangemerkt. Driesch bijvoorbeeld kwam met een aangepast vitalisme waarbij een aristotelische (of kantiaanse) verwezenlijking van de eigen mogelijkheden (entelechie) de embryonale ontwikkeling stuurde.
Moderne vormen van teleologie in de biologie zijn sterk beïnvloed door Larry Wright's "etiologische" versie van teleologie. Wright probeerde een definitie van "functie" te geven die kon worden toegepast op zowel natuurlijke fenomenen als menselijke artefacten (menselijke constructies zoals een hamer). De meeste hedendaagse versies van teleologie volgen Wrights etiologische opvatting (Ruth Millikan bijvoorbeeld).
Er is echter geen consensus over dit gebruik. Sommigen, zoals Godfrey-Smith en Ernst Mayr, maken bezwaar tegen elke soort etiologische theorie van teleologie, die zowel natuurlijke verschijnselen als menselijke artefacten probeert te verklaren. Hun versies zijn daarom naturalistische versies van teleologie.

### Cybernetica
Teleologie heeft een lange geschiedenis in de studie van het doel in menselijke creaties zoals technologie. De studie van "teleologische mechanismen" in machinerie (bijvoorbeeld machines met een corrigerende feedback; terugkoppeling en sturing) dateert van ten minste eind achttiende eeuw, toen James Watts stoommachine werd uitgerust met een centrifugaalregelaar.
Meer recent hebben Julian Bigelow, Arturo Rosenblueth en Norbert Wiener geschreven over teleologie in machinerie als een feedback-mechanisme. De wiskundige Wiener voerde de term cybernetica in die het onderzoek van "teleologische mechanismen" aanduidt. Deze term werd in brede kring bekend door zijn boek Cybernetics, or control and communication in the animal and machine (1948). Cybernetici bestuderen de communicatie en sturing door regulatieve feedback, zowel in levende wezens en machines als in combinaties van beide.

## Voetnoten
1. ↑  Aristoteles, De Partibus Animalium, IV, xii, 694b; 13
2. ↑  Lucretius, De Rerum Natura, IV, 833; cf. 822-56.
3. ↑  Johan Huizinga, Uit de voorgeschiedenis van ons nationaal besef (Amsterdam 1912) 432-433.
4. ↑  Lochhead, Judy (2000). Postmodern Music/Postmodern Thought, p. 6. (ISBN 0-8153-3820-1)
5. ↑  Wicken, J.S. Causal Explanations in Classical and Statistical Thermodynamics, Philosophy of Science, Vol. 48, No. 1 (Mar., 1981), pp. 65-77
6. ↑  Smolin, Lee, The trouble with physics, London, Penguin, 2006
7. ↑  Barrow, John D. en Tipler, Frank J, 1986. The Anthropic Cosmological Principle. Oxford University Press.
8. ↑  Susskind, L. The anthropic landscape of string theory, hep-th/0302219
9. ↑  Smolin, Lee, The trouble with physics, London, Penguin, 2006, pagina 162
10. ↑  Driesch, Hans. 1905. Der Vitalismus als Geschichte und als Lehre. Leipzig
11. ↑  Wright, Larry. Teleological Explanations: An Etiological Analysis of Goals and Functions, (University of California Press, 1976). Zie ook Wright, Larry. The Case Against Teleological Reductionism. British Journal for the Philosophy of Science (Vol. 19, No. 3 [Nov. 1968]) en Wright, Larry. Functions, The Philosophical Review (Vol. 83, No. 2 [Apr., 1973]), pp. 139-168.
12. ↑  Voor een verzameling essays die het meeste in de lijn van Wrights denken liggen, zie David J. Buller, Function, Selection, and Design (State University of New York Press, 1999)
13. ↑  Millikan, Ruth. Varieties of Meaning (The 2002 Jean Nicod Lectures) (Cambridge, Mass: MIT Press, 2004)
14. ↑  Godfrey-Smith, Functions: Consensus Without Unity
15. ↑  Mayr, Ernst. The Idea of Teleology, Journal of the History of Ideas (Vol. 53 [Jan./Mar. 1992]), pp. 117-135.